# Wilber
Wilber és una població dels Estats Units a l'estat de Nebraska. Segons el cens del 2000 tenia 1.761 habitants.

## Demografia
Segons el cens del 2000, Wilber tenia 1.761 habitants, 728 habitatges, i 457 famílies. La densitat de població era de 755,5 habitants per km².
Dels 728 habitatges en un 32,6% hi vivien nens de menys de 18 anys, en un 50,8% hi vivien parelles casades, en un 8,2% dones solteres, i en un 37,2% no eren unitats familiars. En el 33,4% dels habitatges hi vivien persones soles el 17,6% de les quals corresponia a persones de 65 anys o més que vivien soles. El nombre mitjà de persones vivint en cada habitatge era de 2,31 i el nombre mitjà de persones que vivien en cada família era de 2,97.
Per edats la població es repartia de la següent manera: un 25,7% tenia menys de 18 anys, un 7,2% entre 18 i 24, un 27,1% entre 25 i 44, un 17,7% de 45 a 60 i un 22,3% 65 anys o més.
L'edat mediana era de 38 anys. Per cada 100 dones de 18 o més anys hi havia 83,1 homes.
La renda mediana per habitatge era de 36.513 $ i la renda mediana per família de 45.556 $. Els homes tenien una renda mediana de 31.000 $ mentre que les dones 21.824 $. La renda per capita de la població era de 18.249 $. Aproximadament el 4,4% de les famílies i el 7,6% de la població estaven per davall del llindar de pobresa.

## Poblacions més properes
El següent diagrama mostra les poblacions més properes.